# Baqoura

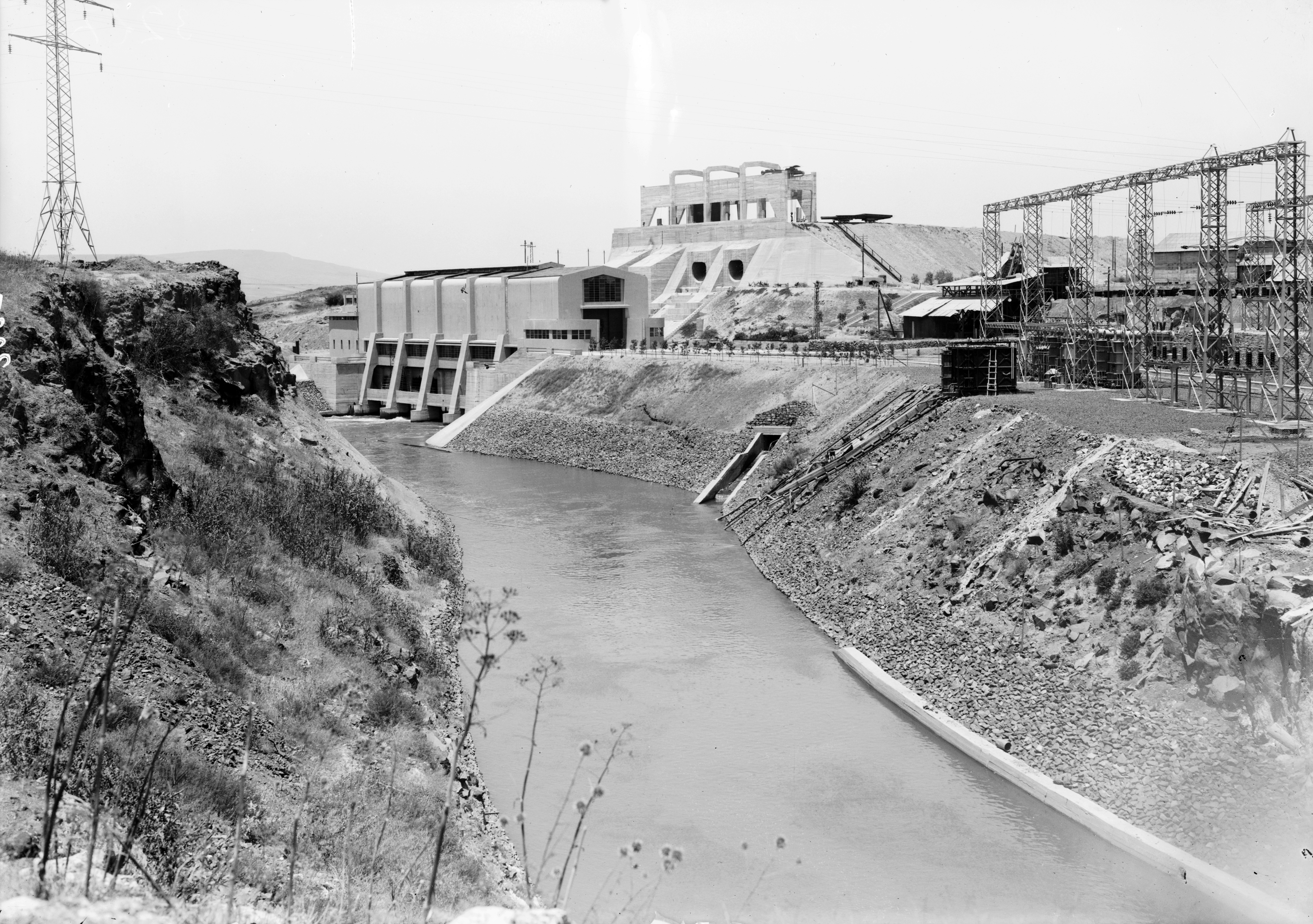
Centrale de Rutenberg, vers 1933.

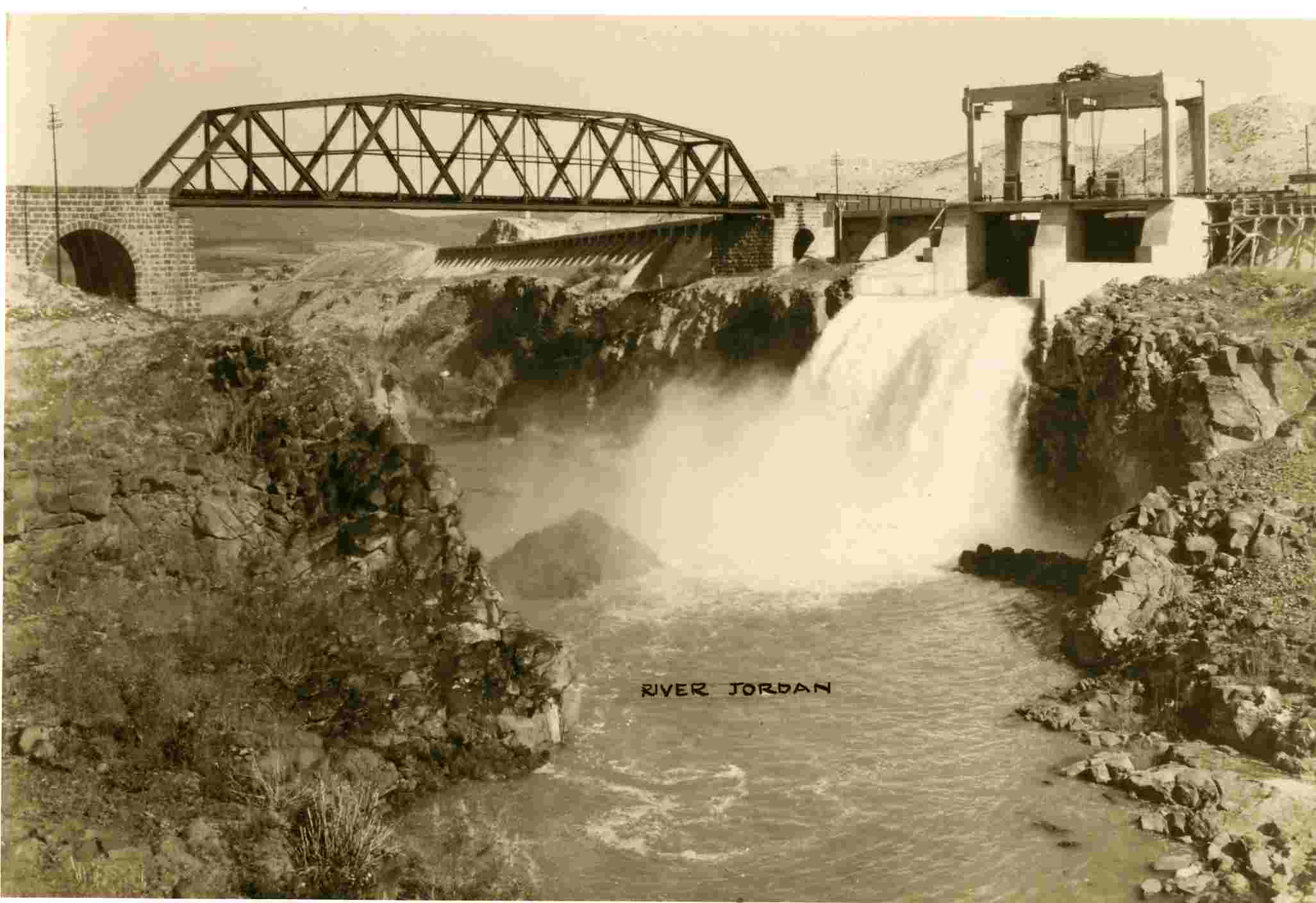
Barrage du lac Yarmouk, vers 1935.

Baqoura (arabe : الباقورة), ou Naharayim (hébreu : נַהֲרַיִים, littéralement  "Deux rivières"), est un site de Jordanie le long de la frontière israélienne où le Yarmouk se jette dans le Jourdain.
Le site, qui couvre 445 hectares, comprend l'île de la paix et une centrale hydroélectrique datant de 1932. L'usine, créée par Pinhas Rutenberg, produisit une grande partie de l'énergie consommée dans la Palestine mandataire jusqu'à la guerre de Palestine de 1948. Les canaux et les barrages construits pour la centrale, avec les deux rivières, forment une île artificielle.  
Le traité de paix israélo-jordanien signé le 26 octobre 1994 reconnaissait la zone sous souveraineté jordanienne, mais donnait aux propriétaires terriens israéliens la liberté d'entrer. C'est ce traité qui avait valu à l'île de s'appeler île de la Paix. Elle a été le site d'un massacre de 7 collégiennes israéliennes en 1997.
Le bail renouvelable de 25 ans se termine le 10 novembre 2019. Le gouvernement jordanien a annoncé son intention de mettre fin au bail. Le traité n'accorde à la Jordanie le droit de le faire qu'à une seule condition, qu'un préavis d'un an soit donné, ce qui a été fait avec l'annonce d'octobre 2018. Cependant, la Jordanie rappelle que l’accord de paix reconnaît la propriété privée de 82 hectares par des Israéliens et que les agriculteurs pourront entrer en Jordanie par les points de passage officiels. 